# Station Kraśnik Dolny
Station Kraśnik Dolny is een spoorwegstation in de Poolse plaats Kraśnik Dolny.